# Delphacodes niveimarginata
Delphacodes niveimarginata är en insektsart som först beskrevs av Scott 1870.  Delphacodes niveimarginata ingår i släktet Delphacodes och familjen sporrstritar. Inga underarter finns listade i Catalogue of Life.